# Мсцислав
Мсцислав или Мстислав (блр. Мсціслаў; рус. Мстиславль) је град на крајњем истоку Могиљовске области у Републици Белорусији. Административни је центар Мсциславског рејона.
Један је од најстаријих градова у Белорусији, основан у XII веку и често га називају „Малим Вилњусом“ (Маленький Вильнюс) и „Белоруским Суздалом“ (Белорусский Суздаль).
Према процени из 2012. у граду је живело 10.644 становника.

## Географија
Град лежи на обалама реке Вихре (десне притоке Сожа) на свега 13 км западније од државне границе према Руској Федерацији (Смоленска област) и на 95 км источно од административног центра рејона града Могиљова.
На око 15 км западно од града пролази деоница железнице на релацији Орша—Кричав.

## Историја
Мсцислав је 1135. основао Смоленски књаз Ростислав Мстиславович који је новом насељу дао име у част свог оца Мстислава Великог, последњег књаза Кијевског Руса. Град се први пут у писаним изворима помиње у летописима из 1156. у време владавине књаза Давида Ристиславовича. Првобитно насеље састојало се од добро утврђеног дворца и околних улица. Мсцислав је од 1180. административни центар истоимене књажевине.
Године 1359. постаје саставни део Литванске Кнежевине. Једно кратко време од 1514. до 1528. био је део Московске Русије.
Године 1634. добија Магдебуршко право, властити грб и постаје слободан трговачки град.
Од 1772. постаје саставни део Руске Империје. Град је 1858. задесио катастрофалан пожар у коме је изгорело око 500 грађевина.
Према подацима из 1897. у граду је живело 8.514 житеља, постојале су мушка и женска гимназија, две библиотеке, штампарија, 3 цркве и 3 манастира, жупни дом са црквом, синагога, болница и апотека.
У саставу Белоруске ССР је од 17. јула 1924. године и од тада је рејонски центар у оквирима Могиљовске области.
Немачки окупатори су током Другог светског рата, за само један дан 15. октобра 1941. зверски погубили око 1.300 мсциславских житеља, углавном јеврејског порекла.

## Становништво
Према процени, у граду је 2012. живело 10.644 становника.
| 1979.  | 1989.  | 1999.  | 2009.  | 2012.  |
| ------ | ------ | ------ | ------ | ------ |
| 10.164 | 11.230 | 11.230 | 10.804 | 10.644 |

## Знаменитости
На подручју града налази се археолошка некропола Девичја гора из првог века пре нове ере и средњовековни град Замковаја гора.
У самом средишту града налази се споменик Петру Мстиславцу (рођеном у овом граду) који је 1564. у Москви заједно са Иваном Фјодоровим штампао прво дело на руском језику (Апостоли).
У архитектонском смислу вредни помена су и Кармелићански (саграђен 1637, реновиран 1746-1750) и Језуитски самостан (1730—1738, обновљен 1836).